# Tratados de Estocolmo
Los Tratados de Estocolmo fueron dos pactos que se firmaron en 1719 y 1720 y que terminaron con la guerra entre que habían disputado Suecia y una alianza de Hanóver y Prusia. 
Algunos aspectos del conflicto no quedaron resueltos en estos tratados y lo fueron en otros posteriores: el Tratado de Frederiksborg entre Suecia y Dinamarca-Noruega de 1720, que se limitó a confirmar cuatro tratados anteriores; el de Copenhague de 1660; el Malmö Receso de 1662; el Tratado de Fontainebleau de 1679 y la Paz de Lund (redactada en Estocolmo en 1679); y el Tratado de Nystad entre Suecia y Rusia de 1721.
Federico I entabló las negociaciones que concluyeron con la rúbrica de los Tratados de Estocolmo tras la muerte de Carlos XII de Suecia en 1718. La muerte del monarca sueco precedió al fin de la Gran guerra del Norte.

## Tratado con Hanóver
Suecia entregó Bremen-Verden a Hanóver en virtud del tratado suscrito el 9 de noviembre de 1719.

## Tratado con Prusia
Cedió asimismo la Pomerania Sueca al sur del río Peene y al este del Peenestrom a Prusia, incluidas las islas de Usedom y Wollin, y las ciudades de Stettin, Damm (Dummerstorf) y Gollnow (El 21 de enero de 1720). El tratado se pactó en 1720 y entró en vigor cuando Federico Guillermo I de Prusia emitió una patente en la que proclamó que el territorio obtenido formaba parte de Prusia (29 de mayo de 1720). La parte de la Pomerania sueca que debía conservar Suecia estaba por entonces ocupada por Dinamarca y fue devuelta a aquella en el Tratado de Frederiksborg del 3 de julio de 1720.